# Leptogenys gracilis
Leptogenys gracilis är en myrart som beskrevs av Carlo Emery 1899. Leptogenys gracilis ingår i släktet Leptogenys och familjen myror. Inga underarter finns listade i Catalogue of Life.

## Bildgalleri

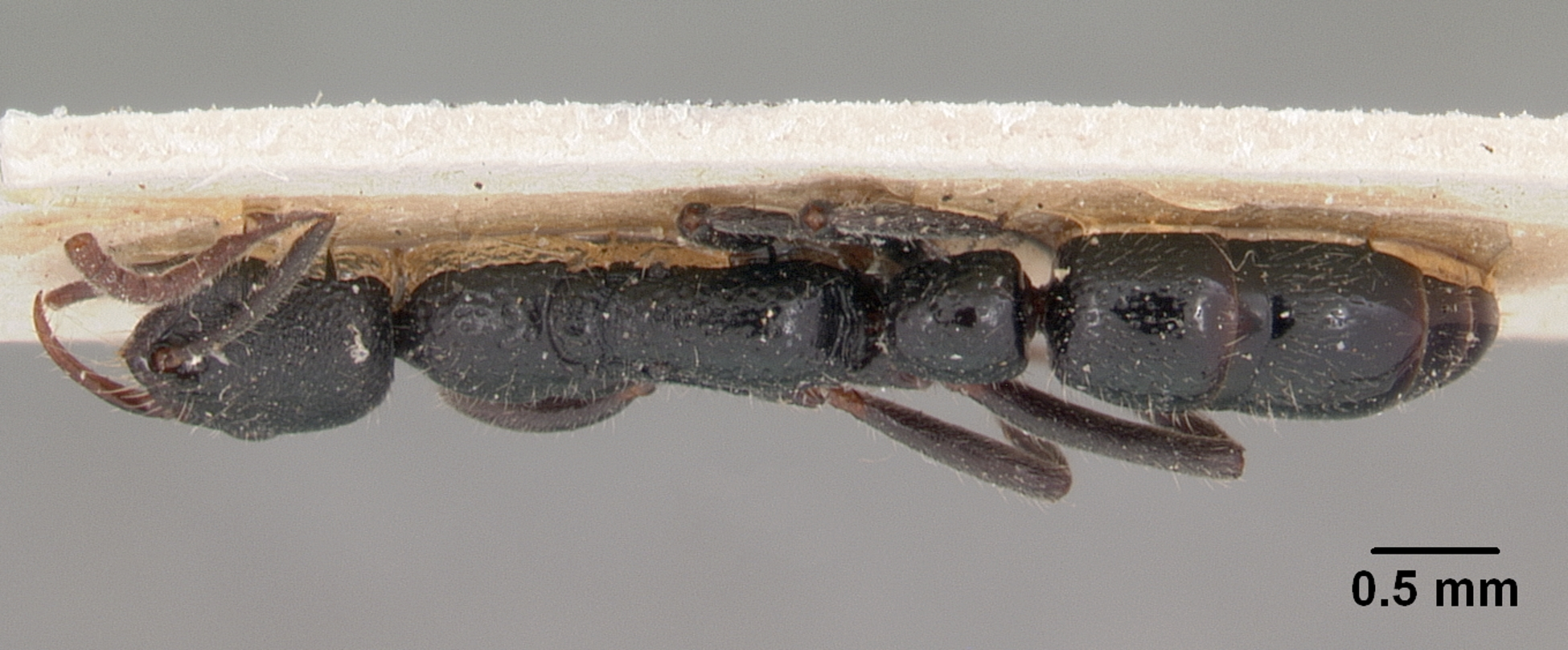
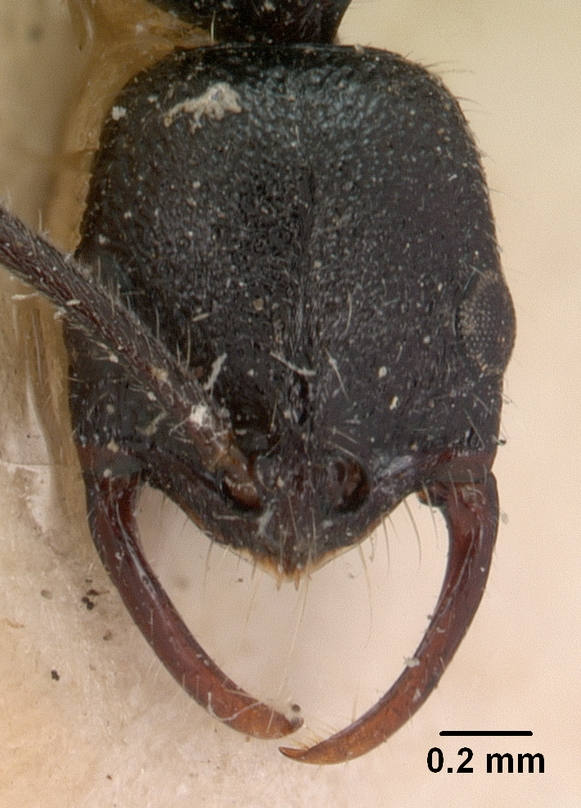
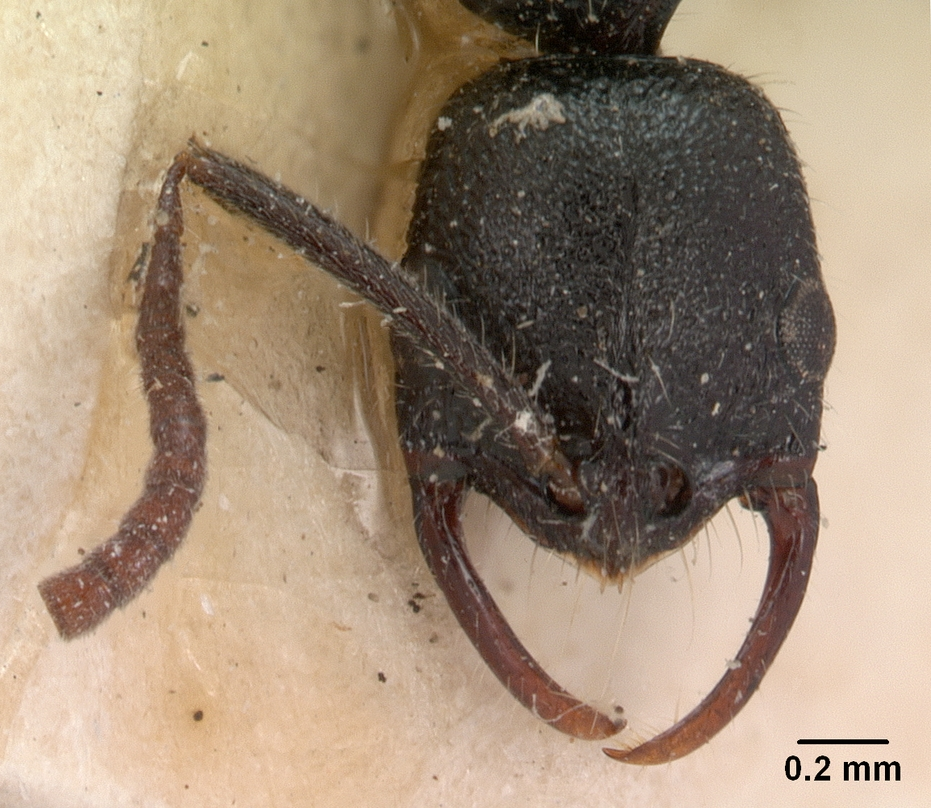
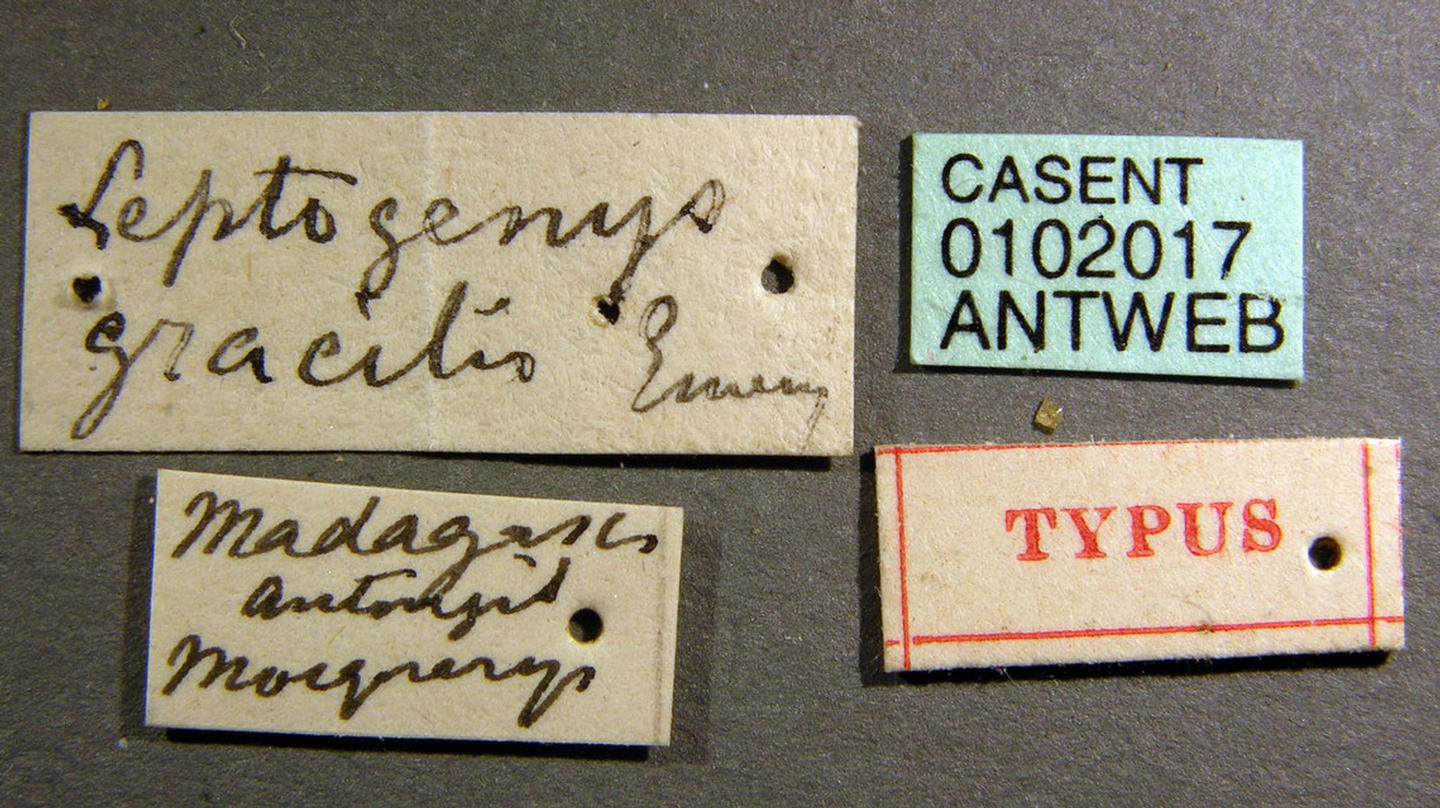
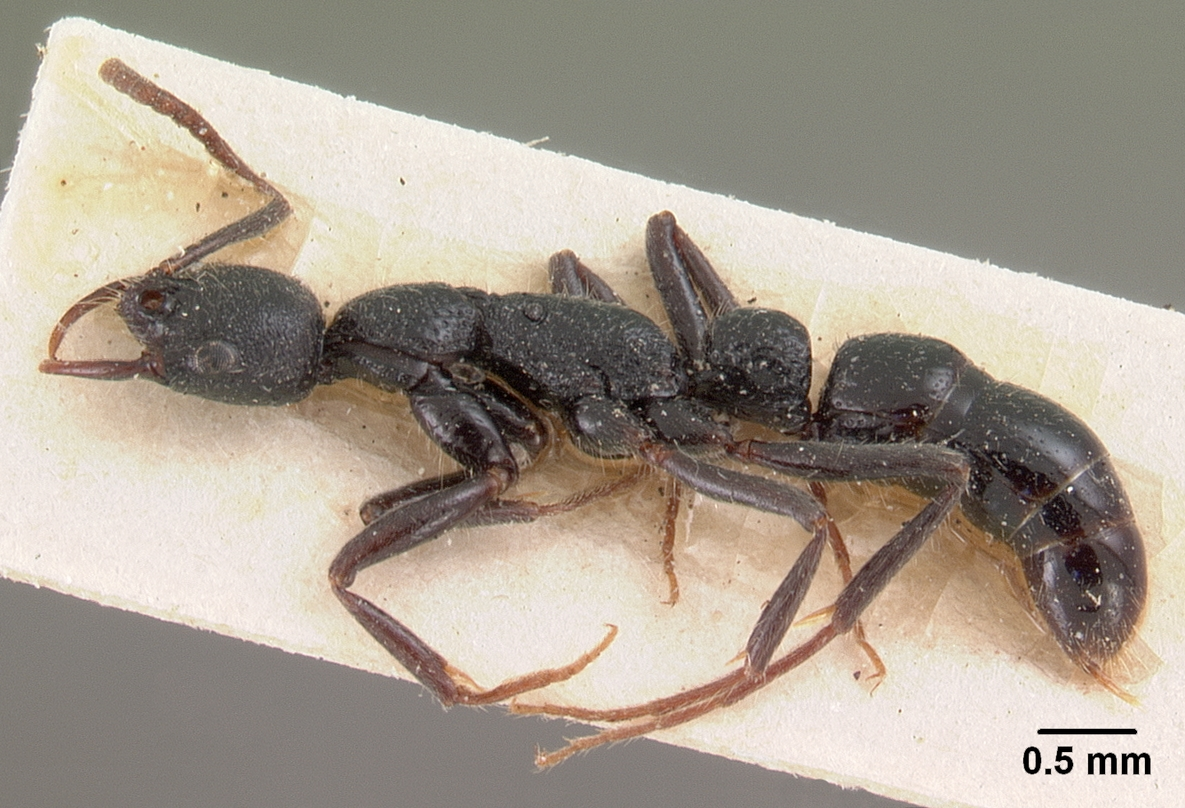
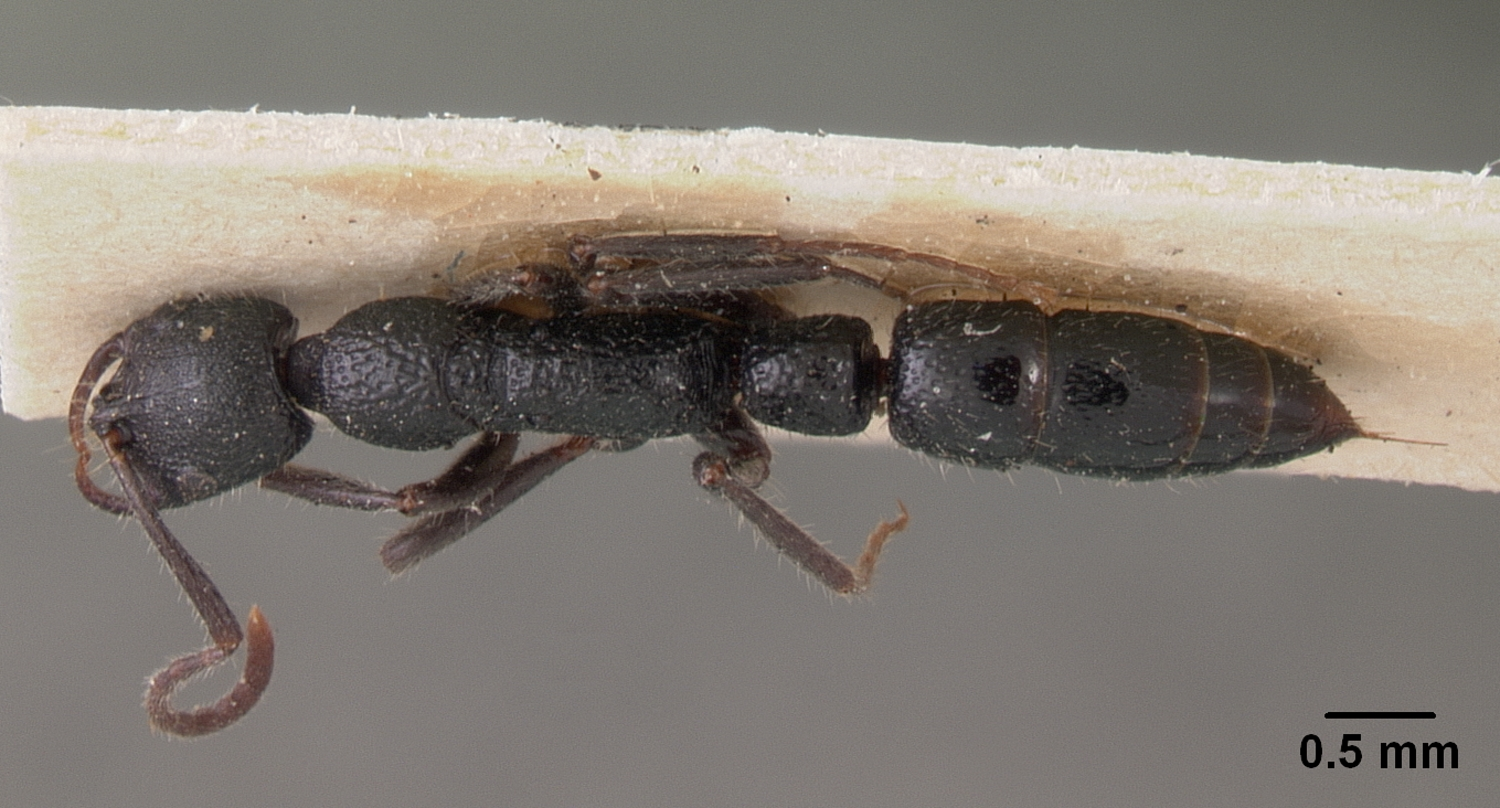